# HMS Landrail (1914)
Pour les autres navires du même nom, voir HMS Landrail.
Le HMS Landrail est un destroyer de classe Laforey (en) de la Royal Navy.

## Histoire
Le navire devait initialement s'appeler Hotspur mais est renommé avant le lancement.
Au déclenchement de la Première Guerre mondiale, le Landrail, comme le reste de la classe Laforey, rejoint la Force de Harwich, qui opère dans le sud de la mer du Nord et peut renforcer la Grand Fleet ou les forces de la Manche selon les besoins. Le 5 août 1914, la 3e flottille de destroyers (en), dirigée par le croiseur léger Amphion, procède à un balayage pour empêcher les mouilleurs de mines allemands ou les torpilleurs d'entrer dans la Manche. Plus tard dans la matinée, en réponse à un rapport d'un chalutier selon lequel un navire marchand avait agi de manière suspecte et jeté des objets par-dessus bord, le Landrail et le sister-ship Lance reçoivent l'ordre d'enquêter avant la flottille et tombent sur le mouilleur de mines allemand Königin Luise posant des mines au large de Southwold sur la côte du Sussex. Le navire allemand tente de s'échapper vers les eaux neutres, mais est attaqué et coulé par les Lance, Landrail et Amphion. La flottille revenait du balayage le 6 août lorsqu'elle heurte le champ de mines posé par le Königin Luise, l’Amphion touche deux mines et coule, causant la perte de 151 membres de l'équipage, ainsi que 18 survivants du Königin Luise.
Le 28 août 1914, la Harwich Force, appuyée par des croiseurs légers et des croiseurs de bataille de la Grand Fleet, effectue l'attaque de Heligoland avec l'intention de détruire les torpilleurs allemands en patrouille. Le Landrail fait partie de la 2e division de la 3e flottille lors de cette opération. Le Landrail participe à des attaques de torpilles contre les croiseurs légers allemands Strassburg et Mainz. Le 24 octobre 1914, le Landrail part de Harwich dans le cadre de l'escorte des porte-hydravions Engadine et Empress pour un raid contre la base dirigeable allemande de Cuxhaven. La force atteint le point de lancement de Helgoland le matin du 25 octobre, mais le mauvais temps fait que seuls deux des six hydravions décollent mais abandonnent rapidement la mission.
Le 23 janvier 1915, les croiseurs de guerre allemands sous l'amiral Franz von Hipper font une sortie pour attaquer les bateaux de pêche britanniques sur le Dogger Bank. La Naval Intelligence Division (en) est avertie du raid par des messages radio décodés par la Room 40, et envoie la force de croiseurs de batailles de Rosyth, commandée par l'amiral David Beatty à bord du Lion, et de la Harwich Force, commandée par le commodore Reginald Tyrwhitt à bord du croiseur léger Arethusa, sont envoyées pour intercepter la force allemande. Le Landrail fait partie de la 1re division de la 3e flottille. Au cours de la bataille du Dogger Bank, la majorité des destroyers de la Harwich Force, y compris le Landrail, ne sont pas assez rapides pour suivre les croiseurs de guerre. Seuls sept destroyers de la classe Admiralty M sont assez rapides pour poursuivre les navires de guerre allemands.
Le 30 janvier 1915, le Landrail, ainsi que les sister-ships Laforey, Liberty et Lysander sont détachés de la Harwich Force pour chasser les sous-marins (en particulier U 21) dans le Canal du Nord. Le 13 février, les quatre destroyers, leurs missions anti-sous-marines terminées, retournent à Harwich par la Manche lorsque le mauvais temps les contraint à s'abriter à Portsmouth. Ils sont retenus à Portsmouth pour des fonctions d'escorte jusqu'au 15 février, date à laquelle les navires ont l'ordre de reprendre leur voyage à Harwich, sauf le Landrail, qui doit être réparé à Glasgow. Le 23 mars 1915, des navires de la Harwich Force escortent le porte-hydravions Empress lors d'une tentative de raid contre une station de radio allemande à Norddeich. La force fait face à un épais brouillard au moment où les hydravions doivent être lancés, entraînant l'abandon de l'opération. Le Landrail entre en collision avec le croiseur léger Undaunted dans le brouillard et est gravement endommagé, avec sa proue brisée. Alors qu'au début, il réussit à se frayer un chemin lentement sous sa propre puissance, mais les cloisons de la proue commencent à fuir et il doit être remorqué par l'arrière d'abord, d'abord par le destroyer Mentor, puis après la séparation de la ligne de remorquage, par le croiseur Aurora jusqu'à ce que la ligne échoue à nouveau, lorsque le croiseur Arethusa prend le relais, atteignant finalement Harwich après trois jours.
En juillet 1915, trois divisions de la 3e flottille de destroyers sont détachées à Devonport pour des fonctions d'escorte dans les atterrages du sud-ouest, soulageant la 10e flottille. Du 8 au 9 août 1915, le Landrail participe à une chasse à grande échelle au large du sud-ouest de l'Irlande contre les sous-marins allemands U 34 et U 35. La chasse, qui implique un croiseur léger, neuf destroyers et quatre sloops, échoue. En octobre 1915, la 3e flottille de destroyers est renommée 9e flottille de destroyers, faisant toujours partie de la Harwich Force, avec le Landrail faisant partie de la nouvelle formation.
Le 31 mai 1916, le Landrail est l'un des quatre destroyers de classe Laforey de la 9e flottille attachés aux croiseurs de bataille de Beatty dans la bataille du Jutland. Au cours de l'action de nuit, la division du Landrail passe près de la ligne de bataille allemande et bien que des tirs soient observés, on croit à l'époque qu'il s'agit de navires britanniques, et aucune attaque n'est faite.
Le 4 août 1916, le Landrail est l'un des quatre destroyers de la Harwich Force envoyés pour des opérations anti-sous-marines au large du Havre. Le 28 septembre 1916, le Landrail navigue dans le cadre de la Harwich Force pour aider une reconnaissance aérienne des routes de Schillig. Le mauvais temps provoque l'abandon de l'opération alors que l'hydravion Curtiss H-1 est encore sur la rampe de départ, mais lorsqu'il atterrit près du Landrail pour faire le plein, le destroyer entre en collision avec l'hydravion en tentant de le ravitailler, endommageant l'aile de l'avion et le rendant impossible à voler. Les tentatives, d'abord par le Landrail puis par le leader Lightfoot pour remorquer l'hydravion en Grande-Bretagne échouent quand l'hydravion coule près de la côte britannique. Alors que les pertes de navires dues aux attaques des sous-marins allemands s'alourdissent, les destroyers de la Harwich Force et de la Grand Fleet sont de plus en plus détournés vers des opérations anti-sous-marines. Dans la nuit du 12 au 13 décembre 1916, le Landrail est en patrouille dans le détroit de Douvres lorsqu'un sous-marin submergé est repéré. Le Landrail largue deux charges de profondeur en réponse, et l'attaque est créditée comme possible, mais l'évaluation d'après-guerre indique que le sous-marin allemand SM UB-29 fut coulé.
Dans la nuit du 25 février 1917, les Allemands lancent un raid majeur par des torpilleurs basés en Flandre contre les défenses alliées et la navigation dans la Manche. Le Landrail est l'un des cinq destroyers patrouillant le barrage de Douvres. L'attaque du barrage de Douvres se termine après une confrontation avec le destroyer britannique Laverock, tandis que le North Foreland subit un bref bombardement, frappant une maison et tuant trois civils.
Le Landrail rejoint la patrouille de Douvres le 15 mars. Le 22 mai, la patrouille de Douvres bombarde le port belge de Zeebrugge sous contrôle allemand, en utilisant les monitors Erebus, Terror et Marshal Soult, dans l'espoir de détruire les écluses du canal reliant Zeebrugge à Bruges. Le Landrail fait partie de la force d'escorte de l'opération qui échoue.
Le séjour du Landrail à Douvres est court, il repart le 31 mai et rejoint la flottille d'escorte de Portsmouth. Le 7 juillet 1917, le Landrail, avec les destroyers Beaver, Forester et Ettrick et les patrouilleurs P22, P25, P32 et P54, escorte le convoi HH4 de cinq navires marchands remontant la Manche. Le convoi est au large de Beachy Head lorsqu'une torpille, tirée par le sous-marin allemand UC-61, frappe l’Ettrick, faisant exploser le destroyer en deux, la partie avant coulant rapidement, la partie arrière est remorquée à Portsmouth par le P25. Le Landrail entre dans la 1re flottille de destroyers (en) à Portsmouth en juillet 1917.
Le Landrail rejoint la flottille de convoi de Methil au Firth of Forth en février 1918.
Le Landrail est vendu pour la ferraille aux démolisseurs Stanlee de Douvres le 1er décembre 1921.